# Chlum (hrad, okres Kroměříž)
Chlum (též Bílavsko) je zaniklý hrad 0,5 km východně nad vsí Bílavsko, která je součástí města Bystřice pod Hostýnem v okrese Kroměříž ve Zlínském kraji. Jeho předchůdcem bylo pravěké hradiště. Od roku 1973 je lokalita chráněna jako kulturní památka.

## Historie
Podle archeologických nálezů hrad existoval již koncem 13. století, žádné zmínky však o něm neexistují. V roce 1408 se po něm píše Heralt Puška. V roce 1415 se jako vlastník Chlumu uvádí Smil z Loučan, kterému markrabě Jošt Moravský hrad zastavil. Hrad zanikl pravděpodobně za husitských válek, ale jako pustý je označován až roku 1555.